# 湘語
湘語（しょうご、拼音: Xiāng Yǔ、英語: Xiang Chinese、Hunanese、ウェード式: Hsiang）は、シナ・チベット語族、シナ語派の言語の一つである。中国語の方言区分の一つ。使用率は漢民族人口の5%前後である。
新湘語と老湘語に分けられる。分布地域は湖南省（西北と東の一部を除く）、広東省・広西チワン族自治区北部、四川省の一部である。その代表として長沙語（新湘語）と双峰語（老湘語）が挙げられる。
毛沢東の母語としても有名である。

## 歴史

### 古楚語
古楚語は先秦時代に楚地方で使用されていた言語である。古楚語の具体的な体系については史料の制約があり今日では考証が不可能であるが、史料での初見は『春秋左氏伝』であり、春秋時代後期にはすでに成立しており、湖南および湘水流域で最も早い時期に使用された言語であることが窺知され、中原雅音との区別があったものと考察されている。楚国は漢水を起源とし、長期にわたり江漢平原を支配していた。戦国時代になると楚国の隆盛に伴い大量の移民が湖南地方に流入したことで古楚語が広まり、中原華夏語と大きな区別が生じ、当時の斉語、越語との区別が存在していた。また孟子も楚人の話す言語は鳥語のようであると述べ、中原語と古楚語に大きな差があったと述べている。多くの専門家により古楚語は湖北、湖南および長江中流域で使用され現在の湘語の成立に影響を与えたとされている。

### 南楚語
南楚語は前漢の揚雄による『輶軒使者絶代語釈別国方言』に使用されている。これは上古時代の方言群であり、古楚語の系統であると同時に呉語との関係が指摘されている。南楚の地理的範囲であるが、『史記貨殖伝』には「衡山・九江・江南・豫章・長沙、是南楚也」とあり、南楚が現在の湖南省・江西省の大部分および湖北省・広東省・広西チワン族自治区の一部を含む地域であるとされる。南楚語の一部の語彙が漢族の共通語として吸収されたが、なおも湘語の方言として残され現在の湘語方言に継承されている。南楚語は秦漢代に湖南地区で使用された古楚語と湖南地区の土着言語が融合したものであり、南楚語が現在の湘語の基礎を構成するものであるとし、南楚語を「古湘語」と称する研究者も存在している。

### 中古湘語
漢代、湖南地区には少数民族が居住していた。その後北方での戦乱が続くと湖南地区は北方からの移民を受け入れ人口が激増、西暦紀元2年（元始2年）から140年（永和5年）の138年間に長沙郡の人口は23万から105万に、零陵郡では14万から100万に増加している。唐代になっても中原から湖南地区への移民は続き、五代十国時代までに湖南地区での中原移民の増加に伴い南楚語に影響を与えた。

### 近世湘語
近世湘語は大量の移民により大きく影響を受けた。宋代になると湖南西部を除き漢族が進出した。元代には湖北・湖南地区は戦乱の影響を受け人口が激減したが、元末明初より比較的情勢が安定していた江西地区より大量の移民が湖南に流入している。明清代には湖南省から四川省への移民が行われ、深圳地区に湖広語と称される方言地区を形成している。
これらの移民は現代の湖南方言の分布に大きな影響を与えた。北方からの移民が多い湘北、湘西地区では北京官話の影響を受け、江西地区からの移民が集中した湘東地区（現在の邵陽市及び新化県の一部）では江西方言の影響を受け、平江県・瀏陽市・醴陵市・攸県などは贛語地区に分類され、またこのほかに衡陽市の常寧市・耒陽市なども移民により贛語が流入している。しかし江西からの移民が多く流入した岳陽市・長沙市・株洲市・湘潭市・衡陽市等の地区では贛語方言が主流となっていない。この点に関しては周賽紅は土着勢力の経済力が強かったため、江西方言の発音・語彙・文法を受けたものの南楚語が存続し新湘語を形成したとしている。また長沙の新湘語は南楚語が贛語の浸食を受けて成立したと主張する研究者もおり論争が続いている。

## 特徴
- 声母
  - 清濁の対立 - 古濁音体系が老湘語で保存されている。ただし、新湘語では消滅している。
  - 歯擦音 - 歯茎音 [s, z, ʦ, ʣ, ʦʰ]
  - その他
    - [l] と [n] は開口呼・合口呼の前では区別されない。例えば「南」と「藍」は同じように発音される。
    - 斉歯呼の前で [n] と [ȵ] が区別される。例えば「犁」は [ni] のように発音されるが、「泥」は [ȵi] のように発音される。
    - [xu] は [f] と混同される。例えば「灰」は「飛」のように発音される。
    - 多くの方言において、古三十六字母のうち、舌上音・正歯音の声母は/t/（舌頭音・「端母」など）となる。だが、長沙など大都市の方言ではこの現象が消滅しつつある。
- 韻母
  - 鼻韻母 - [n] と [ŋ] の区別があるが、[m] はなく [n] に合流している。また [ŋ] も [n] に合流する傾向にある。
  - 入声 - 入声の子音韻尾は消滅している。
- 声調 - 5ないし6つ。入声は、韻尾の子音が消滅しているが、声調区分として存在している。